# Choerophryne arndtorum
Choerophryne arndtorum es una especie de anfibio anuro de la familia Microhylidae.

## Distribución geográfica
Esta especie es endémica de la isla de Yapen en la provincia de Nueva Guinea occidental en Indonesia. Habita entre los 500 y 700 m de altitud en el monte Waira.

## Etimología
Esta especie lleva el nombre en honor a Rudolf G. Arndt y su familia.

## Publicación original
- Günther, 2008 : Descriptions of four new species of Choerophryne (Anura, Microhylidae) from Papua Province, Indonesian New Guinea. Acta Zoologica Sinica, vol. 54, n.º 4, p. 653-674[5]